# Конти, Альдо
Альдо Конти (итал. Aldo Conti) — итальянский певец.
Альдо Конти родился на Сицилии в конце 1920-х. Он пел и играл на пианино с 6-летнего возраста. В юности Альдо начал изучение юриспруденции, но после побед в 16-летнем возрасте в региональном и в национальном конкурсах певцов, проводившихся итальянским радио, оставил обучение и решил продолжить карьеру певца.
В 1952 году Альдо Конти эмигрировал в Канаду и поселился в Монреале, где быстро нашёл работу. Он выступал в клубах и еженедельно участвовал в выпусках радио-программы «Montreal Mattinee».
В 1958 году Альдо Конти в течение года работал в Нью-Йорке, где в то время гастролировал французский аккордеонист Джо Базиль (Jo Basile), который был законтрактован американской звукозаписывающей компанией Audio Fidelity для записи серии долгоиграющих пластинок по новой технологии записи звука.
На диске Café Italiano было записано 12 неаполитанских и итальянских песен, которые исполнил Альдо Конти в сопровождении аккордеона Джо Базиля и вокально-инструментального ансамбля.
В 1972 году Альдо Конти переехал в США и поселился в городе Уилмингтон (Делавэр), где работал певцом и аккомпаниатором в отеле DuPont, но уже в 1973 году он вернулся в Европу. Дальнейшая его судьба неизвестна.
Личная жизнь
Альдо Конти женился во время пребывания в Канаде. У него родился сын примерно в 1956 году, а двумя годами позже — дочери-двойняшки.